# Кучинскас Річардас Казимирович
Річардас Казимирович Кучинскас (19 січня 1942, Каунас — 16 лютого 1994) — радянський футболіст, захисник або півзахисник.

## Спортивна кар'єра
Вихованець футбольної школи «Інкарас» (Каунас). Виступав за команди майстрів «Жальгіріс» (Вільнюс), СКА (Львів), СКА (Ростов-на-Дону), «Динамо» (Мінськ), «Чорноморець» (Одеса), «Кривбас» (Кривий Ріг), «Металіст» (Харків) і «Хімік» (Дзержинськ, Горківська область). У вищій лізі чемпіонату СРСР провів 219 матчів (8 голів), у кубку СРСР — 11 (2). Фіналіст кубка 1971 року.

## Статистика
| Команда               | Д-1  | Д-1  | Д-2  | Д-2  | Д-3  | Д-3  | Кубок | Кубок |
| Команда               | Ігри | Голи | Ігри | Голи | Ігри | Голи | Ігри  | Голи  |
| --------------------- | ---- | ---- | ---- | ---- | ---- | ---- | ----- | ----- |
| «Жальгіріс» (Вільнюс) | 29   | 2    | —    | —    | —    | —    | 1     | 0     |
| СКА (Львів)           | —    | —    | —    | —    | ?    | 0    | —     | —     |
| СКА (Ростов-на-Дону)  | 156  | 6    | —    | —    | —    | —    | 9     | 2     |
| «Динамо» (Мінськ)     | 3    | 0    | —    | —    | —    | —    | —     | —     |
| «Чорноморець»         | 31   | 0    | —    | —    | —    | —    | 1     | 0     |
| «Кривбас»             | —    | —    | 13   | 1    | —    | —    | —     | —     |
| «Металіст»            | —    | —    | 1    | 0    | —    | —    | —     | —     |
| «Хімік» (Дзержинськ)  | —    | —    | —    | —    | ?    | 12   | —     | —     |
| Всього за кар'єру     | 219  | 8    | 14   | 1    |      | 12   | 11    | 2     |